# Lasiodora sertaneja
Espèce
Lasiodora sertaneja est une espèce d'araignées mygalomorphes de la famille des Theraphosidae.

## Distribution
Cette espèce est endémique du Brésil.  Elle se rencontre au Sergipe, au Pernambouc, dans l'État de Bahia et dans le Nord du Minas Gerais.

## Description
La carapace du mâle holotype mesure 25,37 mm de long sur 23,49 mm et l'abdomen 24,00 mm de long sur 17,46 mm et la carapace de la femelle paratype 27,16 mm de long sur 23,61 mm et l'abdomen 36,91 mm de long sur 26,12 mm.

## Systématique et taxinomie
Cette espèce a été décrite par Bertani en 2023.

## Étymologie
Son nom d'espèce lui a été donné en référence au lieu de sa découverte, le Sertão.

## Publication originale
- Bertani, 2023 : « Taxonomic revision and cladistic analysis of Lasiodora C. L. Koch, 1850 (Araneae, Theraphosidae) with notes on related genera. » Zootaxa, no 5390(1), p. 1-116.